# Roberte
Roberte est un film français réalisé par Pierre Zucca, sorti en 1979.

## Fiche technique
- Titre : Roberte
- Réalisation : Pierre Zucca
- Scénario et dialogues : Pierre Zucca et Pierre Klossowski d'après ses récits rassemblés sous le titre Les Lois de l'hospitalité (Gallimard, 1965)[1],[2]
- Photographie : Paul Bonis
- Son : Michel Vionnet
- Décors : Max Berto
- Costumes de Christian Gasc
- Musique : Éric Demarsan
- Montage : Nicole Lubtchansky
- Sociétés de production : Filmoblic
- Pays de production :  France
- Durée : 104 minutes
- Date de sortie : 14 mars 1979

## Distribution
- Denise Morin-Sinclaire : Roberte
- Pierre Klossowski : Octave
- Martin Loeb : Antoine
- Barbet Schroeder : Vittorio
- Juliet Berto
- Jean-François Stévenin
- Frédéric Mitterrand
- Jérôme Zucca

## Sélection
- Festival de Cannes 1978 (Semaine de la Critique)